# The Jacket
The Jacket (bra: Camisa de Força; prt: Colete de Forças) é um filme teuto-britano-estadunidense de 2005, dos gêneros suspense, drama e ficção científica, dirigido por John Maybury, Tom Bleecker e Marc Rocco.

## Sinopse
Jack Starks é um veterano da Guerra do Golfo que retorna à sua cidade natal após se recuperar de um tiro na cabeça. Ele passa a sofrer de amnésia e, após ser acusado de ter assassinado um policial, é recolhido a um hospital psiquiátrico. Lá o Dr. Thomas Becker faz com que Jack tenha drogas experimentais injetadas em seu corpo, como parte de testes para um novo tipo de tratamento. Imobilizado em uma camisa de força, Jack constantemente é trancado por um longo tempo em uma gaveta de cadáveres, no necrotério da clínica em que está. Completamente drogado, a mente de Jack consegue se projetar para o futuro, no qual conhece Jackie Price e descobre que ele próprio irá morrer dali a quatro dias.

## Elenco
- Adrien Brody.... Jack Starks
- Keira Knightley.... Jackie Price
- Kris Kristofferson.... dr. Thomas Becker
- Jennifer Jason Leigh.... dr. Lorenson
- Kelly Lynch.... Jean Price
- Daniel Craig.... Rudy Mackenzie
- Steve Mackintosh.... dr. Hopkins
- Brendan Coyle.... Damon
- Mackenzie Phillips.... enfermeira Harding
- Laura Marano.... Jackie Price - jovem
- Jason Lewis.... oficial Harrison
- Richard Dillane.... capitão Medley
- Anthony Edridge.... dr. Morgan
- Brad Renfro.... estranho

## Principais prêmios e indicações
Prêmio Saturno 2006 (EUA)
- Indicado ao Prêmio Saturno de melhor filme de ficção científica[5]